# Большая алия
Алия девяностых, Большая алия, Русская алия — массовая репатриация евреев и членов их семей в Израиль из СССР и стран СНГ, которая началась в 1989 году с приходом к власти в СССР Горбачёва и под давлением США, когда были облегчены правила эмиграции из СССР. Волна пошла на спад в начале 2000-х.
В результате этой волны в Израиль прибыло более миллиона человек (около одной шестой всего населения страны по состоянию на 2000 год).

Репатриация из России в Израиль по российским и израильским данным, человек

## История
С приходом к власти в СССР М. С. Горбачёва и началом процесса общей политической либерализации (политика «перестройки» и «гласности») был облегчен порядок эмиграции из СССР. В октябре 1989 года правительство США ввело ограничения на предоставление статуса беженца эмигрантам из СССР.
В это время в Москве в рамках работы израильской консульской группы (дипломатические отношения между СССР и Израилем ещё не были восстановлены) начали действовать представители «Сохнута» (Еврейского агентства) и организации «Натив». Началась подготовка к массовой репатриации евреев СССР в Израиль. Появились многочисленные курсы по изучению иврита — ульпаны (как организованные правительством Израиля, так и частные). Возникла «Сионистская организация СССР» во главе со Львом Городецким.

## Причины
Одной из причин, побуждавших евреев покинуть СССР, стало проявление антисемитизма. Организация «Память» во главе с Д. Д. Васильевым проводила в 1987—1990 годах многочисленные акции против так называемого «жидомасонского заговора». В 1987 году руководители «Памяти» даже были приняты первым секретарём Московского горкома КПСС Б. Н. Ельциным, однако не нашли у него поддержки. Особенно выросла активность «Памяти» перед выборами народных депутатов в Верховный Совет СССР в 1989 году. Весной 1990 года, когда в стране резко ухудшилась социально-экономическая ситуация, получили распространение провокационные слухи о грядущих еврейских погромах.
Другой причиной стал экономический и политический кризис после распадa СССР.

## Интенсивность репатриации

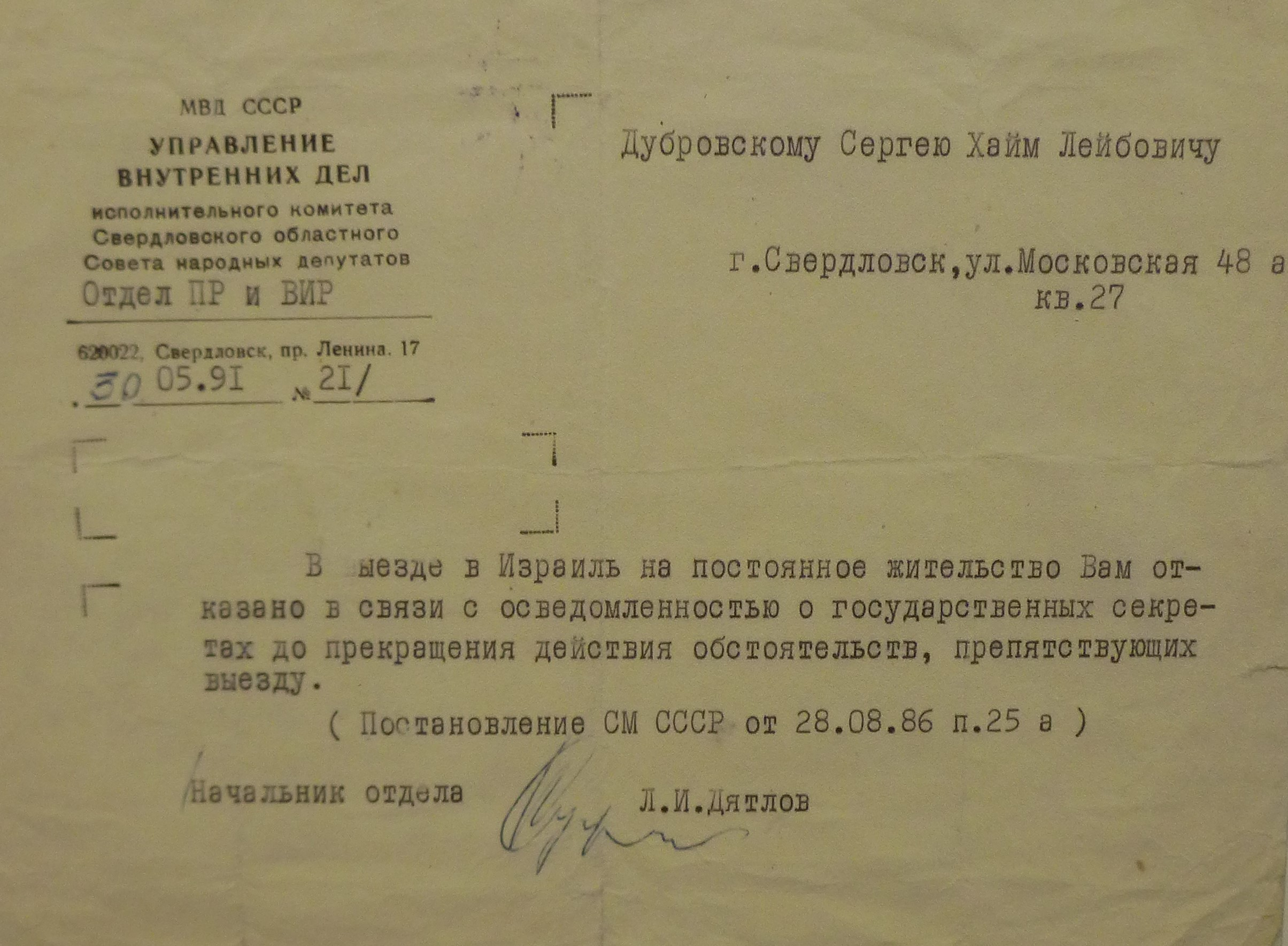
Ответ МВД СССР Сергею Дубровскому от 30 мая 1991 года об отказе в выезде из СССР в связи с его допуском к государственной тайне. Некоторые представители еврейской интеллигенции получили отказ в выезде из СССР на этом основании

Массовая репатриация из СССР началась с 1986 года. Наиболее интенсивно иммиграция шла в 1990 и 1991 годах — за эти два года из СССР в Израиль переселилось свыше 330 тысяч человек, ещё 490 тыс. выходцев из бывшего СССР получили израильское гражданство в 1992—1999 годах. 125 тыс. переехало в Израиль в 2000—2004 годах. В 2005—2013 гг. число переселяющихся в Израиль из стран бывшего СССР составляет меньше 10 тыс. в год. Определённая часть иммигрантов в дальнейшем покинула Израиль, переехав в Европу, Северную Америку или вернувшись в страны исхода, сохранив израильское гражданство.
В связи с исчерпанием демографического ресурса, а также в связи с усилением арабского террора в 1995—1996 годах уровень репатриации уменьшился. Всего за период «Большой алии» в Израиль прибыло более 1,6 млн евреев из СССР и постсоветского пространства.
В 1993 году христианская организация «Слово жизни» основала фонд «Операция Жаботинский» (имени Владимира Жаботинского) для помощи евреям из бывшего СССР в переезде в Израиль через Швецию.

## Демография
Русскоязычные евреи составили более 17 % всего населения Израиля и более 20 % еврейского населения страны. В некоторых городах они составляют более 40 % жителей. Количество СМИ на русском языке в Израиле превышает количество СМИ на иврите, по данным пресс-секретаря Посольства Израиля в РФ. Существуют телеканалы, газеты, журналы, книги на русском языке, и израильские власти не чинят препятствий их возникновению.
Израиль не был готов к приёму такого количества репатриантов. Чтобы улучшить ситуацию с жилищным фондом перед небывалым ростом населения за счёт новоприбывших, началось массовое строительство в периферийных районах и возведение так называемых «караванных» посёлков (временных городков из временных домиков со всеми удобствами).
Наибольшее количество нового жилья было построено в районах развития в Галилее и Негеве — в Кармиэле, Нацрат-Илите, Йокнеаме, Беэр-Шеве, Офакиме и других населённых пунктах. Наибольшее количество жилья было возведено в Ашдоде.
Несмотря на то что эта волна часто называется «русская алия», существенная часть репатриантов приехала с Украины, а также из Узбекистана, Белоруссии и других стран постсоветского пространства. Большинство репатриантов, вне зависимости от страны исхода — русскоязычные. Согласно некоторым опросам и исследованиям, для представителей Большой алии в 1990-е годы была особенно характерна самоидентификация с русской культурой.
С галахической точки зрения, 30 % репатриантов 90-х не являются евреями; в 2002 году процент неевреев составил уже 59 %.
За период с 1989 по 2001 год численность евреев на Украине сократилась в 5 раз, численность евреев в России сократилось с 570,5 тысяч до 157,8 тысяч.

## Политика
Желание обрести политической голос привело к всплеску «русских» политических партий. В первую очередь «Исраэль ба-Алия» и, впоследствии, «Наш дом Израиль».

## Вклад в израильское общество
Около 55 или 60 процентов репатриантов «большой алии» имели высшее образование на момент репатриации. С их прибытием связывают всплеск развития технологий в Израиле в начале 90-х.
Среди русскоязычных израильтян очень высокий процент политиков, врачей, компьютерных специалистов, преподавателей наук и математики, олимпийских спортсменов.
Театр «Гешер», основанный «русскими» репатриантами, является одним из ведущих театров Израиля.
Представители «большой алии», начавшие службу в Армии обороны Израиля вскоре после репатриации в Израиль, и дослужившиеся до высоких армейских чинов, включают: генерал-майора Романа Гофмана (военного секретаря премьер-министра Израиля, в прошлом командира Национального центра учений сухопутных войск и командира дивизии «Ха-Башан»), полковника Германа Гильтмана (в прошлом заместителя командира бронетанковой дивизии «Ха-Плада» и военного атташе Израиля в России и странах СНГ), капитана 1-го ранга Бориса Шустера (военного атташе Израиля в России и странах СНГ, в прошлом командира Учебно-тренировочной базы ВМС Израиля), полковника Ольгу Поляков (военного атташе Израиля в Германии, в прошлом главного врача Командования тыла Израиля).